# Zweigniederlassung
Eine Zweigniederlassung oder Zweigstelle ist in der Wirtschaft eine vom Geschäftssitz eines Unternehmens örtlich getrennte, rechtlich und wirtschaftlich unselbständige Betriebsstätte, die mit eigenen Kompetenzen ausgestattet und einer (Haupt-)Niederlassung zugeordnet ist.

## Allgemeines
Filialen, Zweigstellen, Niederlassungen oder Zweigniederlassungen sind vom Unternehmenssitz örtlich getrennte, rechtlich und wirtschaftlich jedoch unselbständige Vermögensbestandteile eines Unternehmens. Von Filialen und Zweigstellen als reinen Verkaufsstellen unterscheidet sich die Zweigniederlassung dadurch, dass ihr organisatorisch eine selbständige Teilnahme am Geschäftsverkehr möglich ist, ohne dass sie erkennbar – im Außenverhältnis zu Dritten – auf die Mitwirkung ihrer Hauptniederlassung angewiesen ist. Aus diesem Grunde stattet sie die Zentrale mit Kompetenzen für bestimmte betriebliche Funktionen aus, insbesondere für eine eigene Beschaffung, Produktion („Parallelproduktion“), Geschäftsvermögen (Geschäftsräume und Betriebs- und Geschäftsausstattung) oder Vertrieb. Wesentliche betriebliche Funktionen werden jedoch zentral organisiert (Vorstand, Personal, Organisation, Finanzierung, Rechnungswesen oder Werbung). 
Von der Hauptniederlassung unterscheidet sich die Zweigniederlassung dadurch, dass die Zweigniederlassung nicht alle in der Hauptniederlassung vorhandenen Geschäftszweige aufweist. Die Zweigniederlassung ist der auf einen bestimmten Ort konzentrierte gewerbsmäßige Handelsbetrieb einer bereits an einem anderen Ort etablierten Gesellschaft mit Ausschluss eines zweiten Handelsdomizils.
Da die Zweigniederlassung kein eigenständiges Unternehmen darstellt, sondern als Bestandteil des Gesamtunternehmens fungiert, ist der Name der Zweigniederlassung mit der Firma der Zentrale identisch. Zusätze („Zweigniederlassung Köln“) sind möglich. Die Geschäftsführung der Zweigniederlassung vertritt sie nach außen selbständig; Gläubiger von Forderungen und Schuldner von Verbindlichkeiten ist jedoch stets die juristische Person der Zentrale. Die Zentrale ist der örtliche, rechtliche und wirtschaftliche Mittelpunkt des gesamten Unternehmens.

## Rechtsfragen
Die Zweigniederlassung ist ein Rechtsbegriff. Das Gesetz spricht dabei – missverständlich – nicht von der Zentrale, sondern von der Hauptniederlassung als Geschäftssitz. Juristische Personen, die Kaufleute sind, können eine Zweigniederlassung errichten. Gemäß § 13 Abs. 1 HGB ist die Errichtung einer Zweigniederlassung von einem Einzelkaufmann oder einer juristischen Person beim Gericht der Hauptniederlassung, von einer Handelsgesellschaft beim Gericht des Sitzes der Gesellschaft, unter Angabe des Ortes und der inländischen Geschäftsanschrift der Zweigniederlassung und eines etwaigen Zusatzes zur Eintragung anzumelden. Befindet sich die Hauptniederlassung eines Einzelkaufmanns oder einer juristischen Person oder der Sitz einer Handelsgesellschaft im Ausland, so haben gemäß § 13d Abs. 1 HGB alle eine inländische Zweigniederlassung betreffenden Anmeldungen, Einreichungen und Eintragungen bei dem Gericht zu erfolgen, in dessen Bezirk die Zweigniederlassung besteht. Sonderregelungen bestehen ferner für Zweigniederlassungen von Kapitalgesellschaften mit Sitz im Ausland (§ 13e HGB), Zweigniederlassungen von Aktiengesellschaften mit Sitz im Ausland (§ 13f HGB) und Zweigniederlassungen von Gesellschaften mit beschränkter Haftung mit Sitz im Ausland (§ 13g HGB).
Gemäß § 80 Abs. 4 AktG muss auf allen Geschäftsbriefen und Bestellscheinen, die von einer deutschen Zweigniederlassung einer Aktiengesellschaft mit Sitz im Ausland verwendet werden, unter anderem das Register, bei dem die Zweigniederlassung geführt wird, angegeben werden. 
Im Bankwesen besteht eine Sonderbehandlung von Zweigstellen ausländischer Unternehmen. Unterhält ein Unternehmen mit Sitz im Ausland eine Zweigstelle im Inland, die Bankgeschäfte betreibt oder Finanzdienstleistungen erbringt, gilt die Zweigstelle nach § 53 Abs. 1 KWG als Kreditinstitut oder Finanzdienstleistungsinstitut und unterliegt dadurch automatisch der deutschen Bankenaufsicht. Mit der Zweigstelle verwendet das KWG einen Rechtsbegriff, der im Bankwesen sowohl die Niederlassung, Zweigniederlassung als auch die Filiale umfassen soll. 

## Abgrenzung
Die Zweigniederlassung besitzt weniger Kompetenzen als eine Niederlassung, aber mehr als die Filiale. So ist die Zweigniederlassung einer Aktiengesellschaft ein von der Niederlassung am Gesellschaftssitz (Hauptniederlassung) räumlich getrennter Teil ihres Unternehmens, der dauerhaft und selbständig Geschäfte schließt und in sachlicher und personeller Hinsicht die dafür erforderliche Organisation aufweist. International ist die Zweigniederlassung eine Niederlassung (englisch branch), differenziert wird zwischen beiden nicht.